# Гоголевская улица (Киев)
Го́голевская у́лица (укр. Го́голівська ву́лиця) — улица в Шевченковском районе города Киева, местности Кудрявец, Солдатская слободка. Пролегает от улицы Олеся Гончара до улицы Сечевых Стрельцов.
Примыкают улицы Бульварно-Кудрявская, Павловская и Владимира Винниченко.

## История
Гоголевская улица возникла в 50-х годах XIX столетия на Солдатской слободке под названием Кадетский переулок (от располагавшихся здесь казарм Кадетского корпуса). Сначала пролегала от улицы Богдана Хмельницкого до Павловской улицы, позднее, после 1866 года, она была продлена до современной улицы Сечевых Стрельцов.
Современное название дано в честь писателя Николая Васильевича Гоголя — с 1902 года.

## Застройка

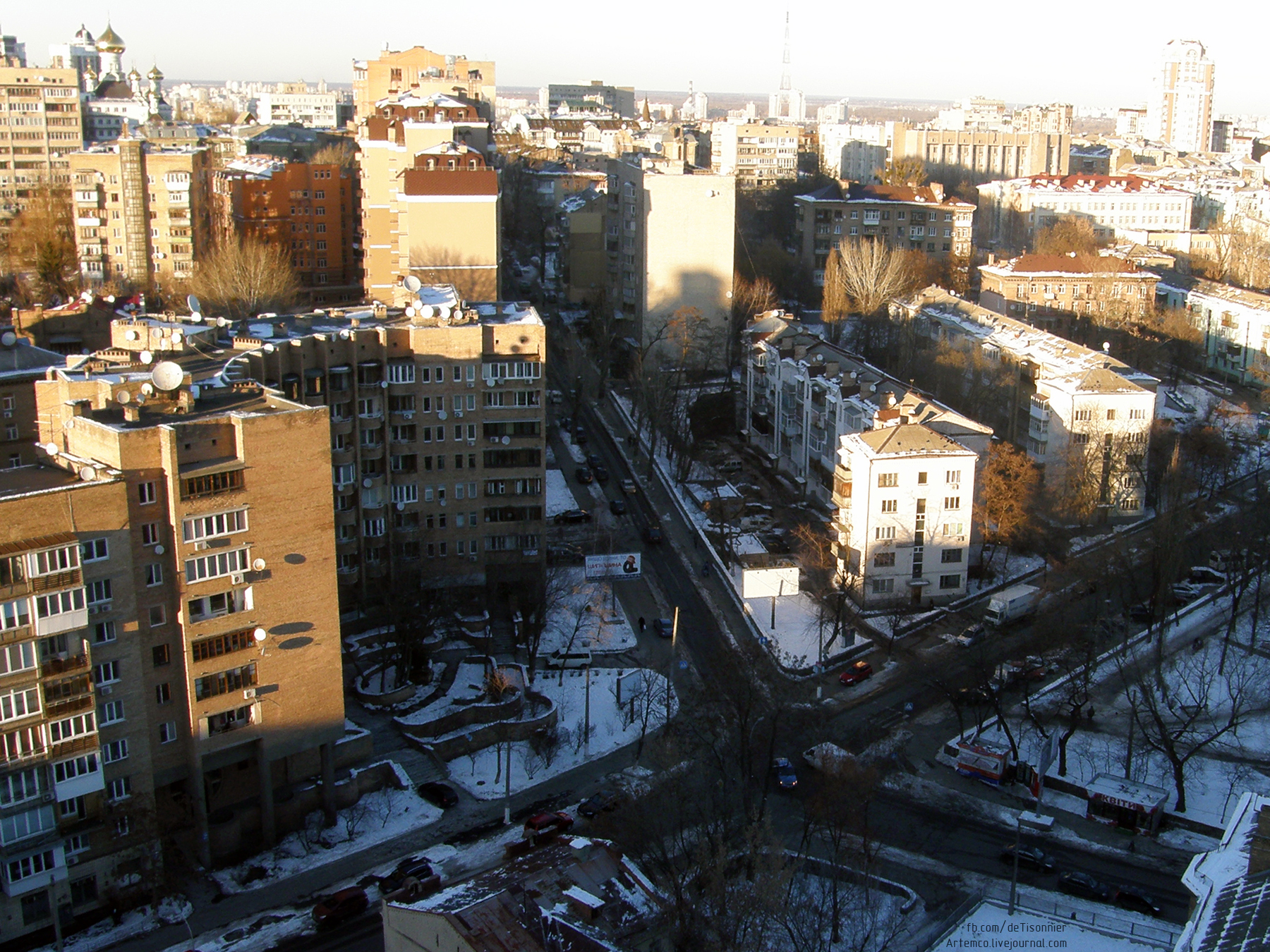
улица Гоголевская (изогнутая) от пересечения с улицей Павловской / Винниченко

Застройка Гоголевской улицы началась в середине XIX столетия, когда в 1850-х годах был осуществлён раздел земли на усадьбы. С тех пор сложилась её предыдущая застройка, которая из-за действующих так называемых эспланадных ограничений была малоэтажной, состояла преимущественно из деревянных и смешанных зданий с «образцовыми фасадами». Лишь согласно «высочайше утверждённым» в 1881 году правилам удержания эспланады Киевской крепости эту территорию освободили от каких-либо ограничений. Согласно делению киевских улиц на разряды, введённому в 1861 году, Кадетский переулок был отнесён к наименьшему, 4-го разряду, где качественное состояние застройки фронта усадеб не регламентировалось.

### Памятники истории и архитектуры
Наиболее примечательным зданием на Гоголевской улице является здание № 23, среди киевлян известное как «Дом с котами». Возведённое в 1909 году по проекту инженера Владимира Бессмертного, это был доходный дом полковника Фердинанда Ягимовского. Из-за оригинального оформления фасада долгое время архитектором здания считали Владислава Городецкого. Само здание возведено в стиле модерна, с чертами романского и готического стилей. Своё неофициальное название оно получило из-за барельефов зеленоглазых, под цвета фасада, котов, которые украшают большое полукруглое окно первого этажа. Фасад здания также украшают совы и химера.
По адресу Гоголевская улица, 28, находится бывший особняк художника-пейзажиста, академика живописи Владимира Донатовича Орловского (1842—1914). Здание возведено в стиле классицизма в 1892 году по проекту академика архитектора Владимира Николаевича Николаева. По архивным документами, согласно решению городской думы от 12 октября 1889 года, участок в Кадетском переулке передан в собственность профессору В. Д. Орловскому под сооружение здания и обустройство усадьбы. Поселившись на Гоголевской, В. Орловский прожил здесь до конца жизни. В интерьерах особняка сохранились (даже после капитального ремонта, проведённого в 1978 и 1992 годах) большие лепные розетки, на первом этаже — белый кафельный камин с терракотовой вставкой, а на втором этаже — две печи из коричневого глазурованного кафеля производства известной Киевской фабрики И. Анджейовского. Во флигеле усадьбы проживал живописец Н. К. Пимоненко, женатый на дочери В. Орловского Александре.
Среди других зданий по улице Гоголевской стоит отметить дом № 30 — доходный дом, который принадлежал генерал-лейтенанту М.М, Розову, участнику русско-турецкой войны 1877—1878 годов, гласному городской думы, и № 34 — памятник архитектуры, жилой дом начала ХХ ст.
В фасаде школы № 38 (дом № 31) замурована капсула и установлена доска с надписью: «Будущим поколениям учеников. Взять и прочитать в 2017 году, в день столетия Октябрьской социалистической революции»
Дом по адресу Гоголевская, 12 — памятник архитектуры, жилой дом начала ХХ ст.

### Мемориальные доски
- № 8 — Гринченко Борису Дмитровичу, который проживал в этом здании в 1902—1905 годах. Открыта в 1988 году, скульптор А. И. Чемерис.
- № 23 — Тимошенко Степану Прокофьевичу, учёному-механику, который проживал в этом здании в 1917—1920 годах. Открыта в 1995 году, скульптор Н. Савельев, архитектор В. Приходько.
- № 28 — Пимоненко Николаю Корнильевичу, который проживал в этом здании с 9 марта 1862 года по 26 марта 1912 года. Открыта 15 декабря 1952 года, скульптор М. М. Говденко.
- № 31 (Лицей № 38) — Молчанову Валерию Михайловичу, пилоту-испытателю, который закончил эту школу.
- № 37/2 — Николаю Гринько, народному артисту Украины, который проживал в этом здании в 1985—1989 годах. Открыта в 1990 году, скульптор П. П. Коптев. Также 17 мая 2009 года установлена мемориальная доска Шарварко Борису Георгиевичу (скульптор О. Чепелик)
- № 39 — Киевскому подпольному городскому комитету КП(б) Украины, который находился в этом здании во время оккупации Киева в 1941—1943 годах. Открыта в 1975 году, архитектор Н. Г. Оникийчук.

## Выдающиеся личности, связанные с Гоголевской улицей
В особняке № 28 проживал художник В. Д. Орловский, а во флигеле особняка — художник М. К. Пимоненко. В разное время на улице Гоголевской, в зданиях № 8 и № 27 проживал писатель Б. Д. Гринченко (1863—1910) и его жена, писательница М. Н. Загирня (1863—1907). В здании № 9 жил и умер биограф Т. Г. Шевченко М. К. Чалый (1816—1907). В здании № 27 проживала писательница Л. А. Яновская (1861—1933), а в здании № 29 — поэт Остап Вишня (1889—1956).
В здании № 15 проживал академик Петербургской академии наук, профессор Киевского университета литературовед Н. П. Дашкевич (1852—1908). В здании № 34 проживали зоолог, зоогеограф профессор Киевского университета В. М. Артоболевский (1874—1952) и поэт П. А. Тулуб, отец писательницы З. П. Тулуб. В доме № 34 жил заслуженный художник України Олег Львович Машкевич (1925—1996) и народный художник Украины А. Г. Балабин. 
В доме № 36 (сам дом уже снесен) в коммунальной квартире № 1 с 1958 года (после возвращения из ссылки) проживала Мария Ростиславовна Капнист (Капнист-Серко; 22 марта (4 апреля) 1914, Петербург — 25 октября 1993, Киев) — советская и украинская актриса, заслуженная артистка Украинской ССР (1988).Потомственная дворянка, графиня, потомок поэта Василия Васильевича Капниста (1758−1823) и кошевого атамана Запорожской Сечи Ивана Сирко. В 1941 году репрессирована: «за антисоветскую пропаганду и агитацию», получила 8 лет исправительно-трудовых лагерей. Первый срок отбывала в Карлаге затем, до 1949 года — в шахтах Степлага. Второй — в Красноярском крае. Освобождена Мария Ростиславовна была лишь в 1956 году,

## Важные учреждения
- Отделение связи № 54 (дом № 1/3)
- Ясли-сад № 541 (дом № 8-А)
- Дошкольное учебное учреждение № 545 (дом № 27-А)
- Ассоциация переводчиков Украины (дом № 39)
- Издательство «Вища школа», бывш. Киевская книжная типография научной книги (дом № 7-Г)
- Лицей № 38 им. В. М. Молчанова (дом № 31)
- Психоневрологический детский санаторий «Салют» (дом № 26, 28)